# Võrtsjärv
Võrtsjärv (dříve též Virtsjärv, česky též Virecké jezero) je jezero ležící na hranici estonských krajů Viljandimaa a Tartumaa (a jižním cípem zasahující na území kraje Valgamaa). Rozloha jezera 270 km², což je činí po Čudském jezeře druhým největším estonským jezerem a zároveň největším jezerem, které leží celé na území Estonska. Jezero je dlouhé 34,8 km, široké 14,8 km, má průměrnou hloubku 2,8 m a maximální hloubku 6 m. Leží v nadmořské výšce 33,7 m.

## Vznik a vývoj jezera
Jezero začalo vznikat ústupem pevninského ledovce před 12 000 až 13 000 lety. Prvním zárodkem jezera bylo ledovcové jezero na místě dnešního jižního výběžku jezera, které bylo na jihovýchodě spojeno s dalšími vznikajícími jezery, k nimž patřili i předchůdci dnešního Pskovského a Čudského jezera.
Během dalšího ústupu ledovce se jezero spojilo se severně ležícím ledovcovým jezerem, vzniklým v okolí dnešní Põltsamaa, a pak s dalšími vodními plochami v rozsáhlé členité jezero, zaujímající velkou část dnešního středního Estonska.
Souběžně se vznikem ledovcového jezera, z něhož se později vyvinulo Baltské moře, se Virecké jezero postupně osamostatnilo. Jeho vodní režim však byl ještě zcela odlišný ode dnešního — jezero mělo široký přítok údolím dnešní Emy z Čudského jezera a odtoky jednak na sever a severozápad ledovcovými prohlubněmi do baltských zálivů, jednak na jih údolím dnešní Väike-Emajõgi do dalších jezer.

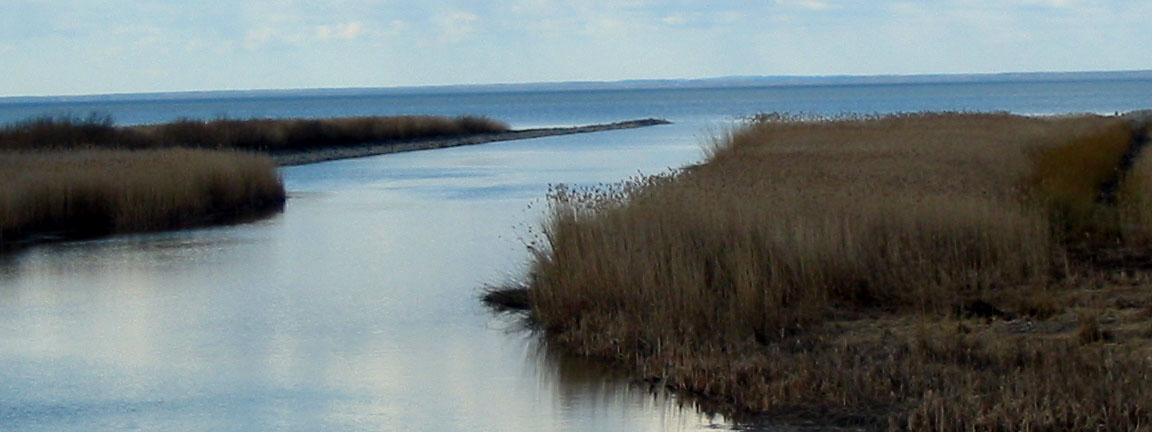
Võrtsjärv při výtoku Emajõgi

Přibližně před 8000 lety došlo vlivem postupného zvedání krajiny ke značnému omezení odtoků z jezera a ke změně jižního odtoku v přítok. Hladina jezera začala stoupat a jezero postupně obsáhlo krom své nynější rozlohy též severně ležící území až k dnešní Põltsamaa a východně ležící území až k údolí Elvy. Zvětšování jezera nakonec vedlo k obrácení někdejšího přítoku z Čudského jezera v odtok, z něhož vznikla dnešní Ema. Protože Čudské jezero získalo mohutný odtok vznikem Narva jõgi/Narvy, hladina Vireckého jezera začala klesat, až dosáhla stavu blízkého dnešnímu, a rovněž hranice jezera se přiblížila dnešní.

## Charakter jezera
Jezero má tvar kapky protažené k jihu, kde se nachází hlavní přítok jezera, Väike-Emajõgi. Na svou velikost je velmi mělké, dno má ploché, s výjimkou příkopové prohlubně táhnoucí se při východním okraji jezera, která však beztak dosahuje jen hloubky 6 m. Břehy jezera jsou nízké a málo členité — vytvářejí jen několik poloostrovů (Nooni nina, Soopa nurk, Saba nurk, Alapu nurk) a dva výraznější zálivy (Tarvastu laht, Vehendi laht). Na jezeře je několik ostrovů (Tondisaar, Pähksaar, Ainsaar, Rättsaar, Heinasaar aj.).

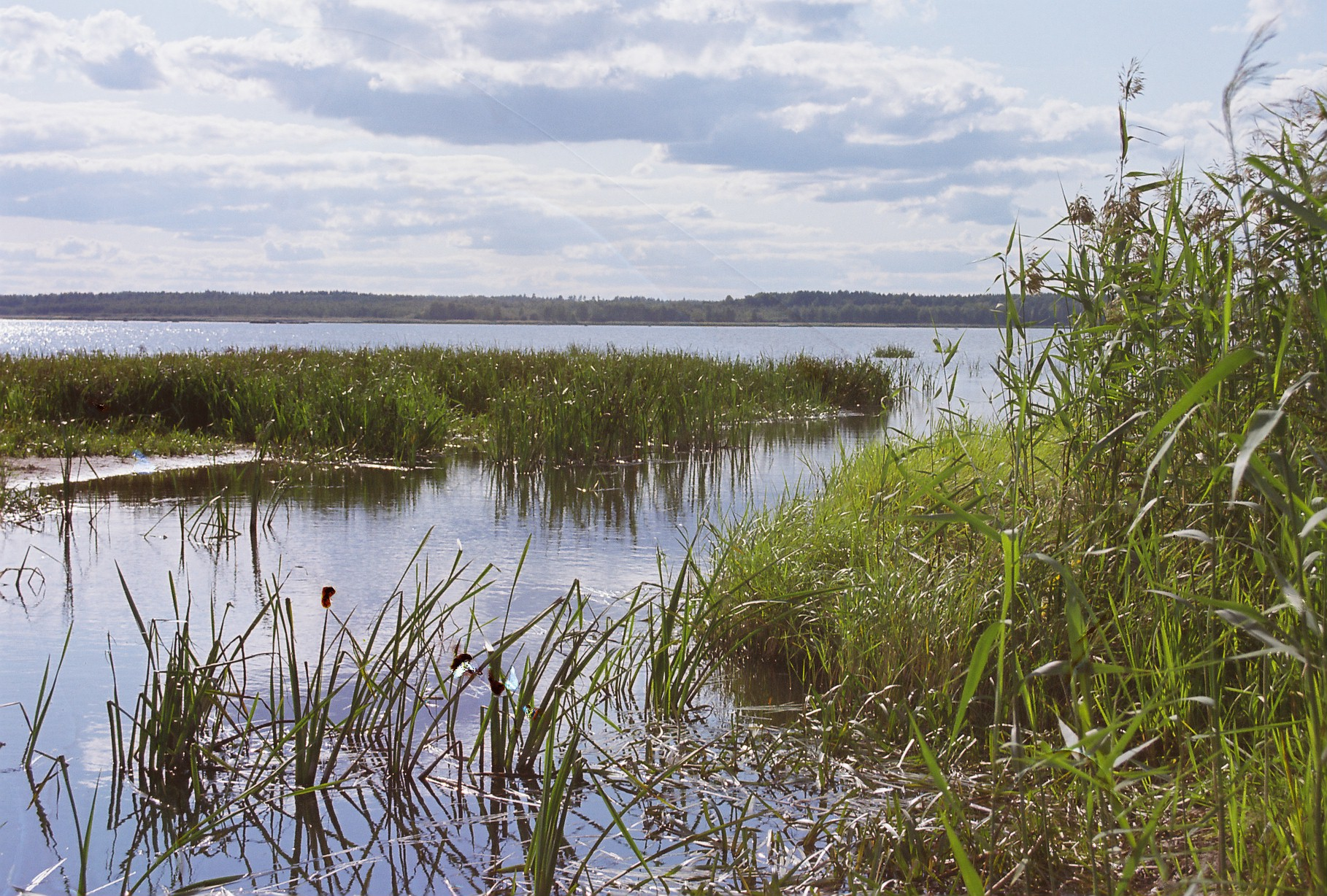
Ústí řeky Rõngu, jednoho z menších přítoků

Vedle hlavního přítoku, Väike-Emajõgi, napájejí jezero řeky Õhne, Tarvastu, Tänassilma a několik desítek menších říček a potoků. Jediným odtokem je Suur-Emajõgi, vytékající z jezera na severovýchodě. Povodí má celkovou rozlohu 3380 km². Většina přitékající vody pochází z morénových vysočin Otepää a Sakala. Voda jezera je dosti kalná (průhlednost v průměru méně než 1 m), kromě jižního cípu, kde ji ředí vtékající Väike-Emajõgi (průhlednost až 2,5 m).
Střední hladina jezera dlouhodobě klesá. Podle zaznamenaných údajů byla nadmořská výška hladiny 35,05 m roku 1818, 34,74 m roku 1868, 34,35 m roku 1901. K jednorázovému poklesu o téměř 0,7 m došlo začátkem 20. století při prohloubení výtoku Emajõgi pro zaručení splavnosti. Od 70. let 20. století se proto objevují úvahy o umělém zvýšení hladiny jezera, avšak podobné plány mají též svá nebezpečí a nebyly dosud uskutečňovány.
Roční výkyvy hladiny jezera mezi nejvyšším stavem (jarní povodně) a nejnižším stavem (září) činí přibližně 2 m. Vlivem plochého tvaru dna a břehů se výrazně projevují v posunech pobřežní linie. V době jarních povodní se navíc občas stává, že zvýšené přítoky řek Põltsamaa a Pedja do Emajõgi obrátí její horní tok, takže se tato na několik dní změní v přítok jezera.

## Flóra a fauna
V jezeře se vyskytuje nejméně 81 druhů mnohobuněčných rostlin. Přes mělkost jezera je rostlinstvem pokryto jen asi 15 % plochy jezera — většímu rozšíření zabraňují časté silné vlny. Nejrozšířenější vodní rostlinou je rákos obecný, který tvoří souvislý porost podél téměř celého pobřeží jezera. V ústích řek a v jižním cípu je běžný skřípinec jezerní, při jihozápadním pobřeží orobinec úzkolistý. Jezero je domovem několika vzácným a ohroženým druhů, z nichž nejvýznačnější je arktický relikt, rdest Potamogeton filiformis, který se vyskytuje při východním břehu.
Jezero je bohaté na bakterioplankton. Je zastoupeno velké množství druhů fytoplanktonu (nejvýraznější jsou sinice), řas bylo v jezeře nalezeno celkem 518 druhů a forem, mezi nimi vzácné Synedra berolinensis a navicula rotunda. Poměrně hojný je i zooplankton — 103 druhů, z nich některé vzácné.
Dno jezera obývá 425 druhů a forem živočichů, mezi nimi řada vzácných druhů bezobratlých, např. glaciální relikt lamprodrilus isoporus z třídy máloštětinatců. Ryb je v současnosti doloženo 36 druhů, z toho 21 v jezeře trvale žije i se v něm rozmnožuje; z nich nejvýznačnější jsou síh malý, koruška evropská, štika obecná, jelec jesen a plotice obecná. Původním druhem je zde i úhoř říční, který se ovšem od postavení Narevské přehrady nemůže do jezera dostávat přirozenou cestou a jeho populace se doplňuje umělým vysazováním. Podle archeologických nálezů rybích kostí v lidských sídlištích doby kamenné byli nejčastějším úlovkem okoun říční, losos obecný a sumec velký, z nichž pouze okoun se dnes v jezeře vyskytuje běžně, sumec jako zřídkavý host a losos vůbec. Ještě v 19. století byli v jezeře velmi běžní raci, ovšem na přelomu 20. století jejich populace téměř zmizela; dnes se vyskytují jen ojediněle.
Na jezeře bylo pozorováno 92 druhů ptáků. Nejběžnějším je racek chechtavý, jehož populace přesahuje 2000 párů; z dalších jsou nejvýznačnější potápka roháč, rybák černý, polák velký, kachna divoká, čírka modrá, rákosník proužkovaný, strnad rákosní. V posledních letech vznikla na ostrově Tondisaar kolonie dříve běžného a posléze téměř vyhubeného kormorána velkého. Z dalších větších vodních živočichů je možno jmenovat ondatru, která se v posledních desítkách let vyskytuje zejména v jižní části jezera.

## Význam pro člověka
Nejstarší stopy lidského osídlení oblasti kolem Vireckého jezera pocházejí ze 7. a 6. tisíciletí př. n. l. a nalézají se na pahorcích v okolí Kolga-Jaani, někdejších ostrovech v tehdy mnohem rozsáhlejším jezeře. Ve Valmě, poblíž usedlosti Saba, byly odkryty zbytky sídliště ze 2. poloviny 3. tisíciletí př. n. l.. Na východním břehu jezera bylo v okolí Sapi nalezeno vícero mohyl z 1. tisíciletí př. n. l., na Vooremäe linnamägi poblíž jižního cípu jezera se nacházejí zbytky hradiště z počátku 2. tisíciletí n. l.. Okolí jezera bylo pravděpodobně od nejstarších nálezů osídleno téměř nepřetržitě, a jezero spolu s přilehlými řekami sloužilo obyvatelům svých břehů jako zdroj potravy i jako dopravní spojnice — v letním období pro dopravu lodní, v zimním období pro přesuny pěšmo a na saních.
Využití jezera pro rybolov i pro lodní dopravu trvá dodnes. Ročně se z jezera vyloví kolem 250 t tyb, z nichž hospodářsky jsou nejvýznamnější cejn, štika a úhoř. Jezero je na většině své plochy splavné, a od prohloubení jezerního výtoku počátkem 20. století je spojeno se splavnou Emajõgi.
Od konce 19. století rostl také rekreační význam jezera. V letech po 2. světové válce se hlavním rekreačním střediskem stalo Vehendi na východním břehu jezera. Dalšími význačnými středisky rekreace a turistiky se v posledních letech staly Valma, Jõesuu, Pikasilla,
Vooremäe a Poldri.
Od poloviny 19. století je jezero též objektem hydrobiologických a limnologických výzkumů (jako první se mu věnoval Karl Ernst von Baer). Komplexní hydrobiologický průzkum jezera byl proveden M. zur Mühlenem, G. Schneiderem a K. M. Levanderem v letech 1911-1913. Roku 1961 byla poblíž Vehendi založena první estonská limnologická stanice, dnešní Limnologické středisko Estonské přírodovědné univerzity.